# 欧雷扬 (朗德省)
欧雷扬（法語：Aureilhan，法語發音：[oʁɛjɑ̃]）是法国朗德省的一个市镇，属于蒙德马桑区。

## 地理
欧雷扬（44°13'11"N, 1°12'17"W）面积11.51 平方千米，位于法国新阿基坦大区朗德省，该省份为法国西南部沿海省份，是法國本土面积第二大的省，北起吉倫特省，西临大西洋，南至大西洋比利牛斯省，东临热尔省，东北与洛特-加龍省接壤。
与欧雷扬接壤的市镇（或旧市镇、城区）包括：米米藏、博恩地区圣厄拉利、博恩地区圣保罗。

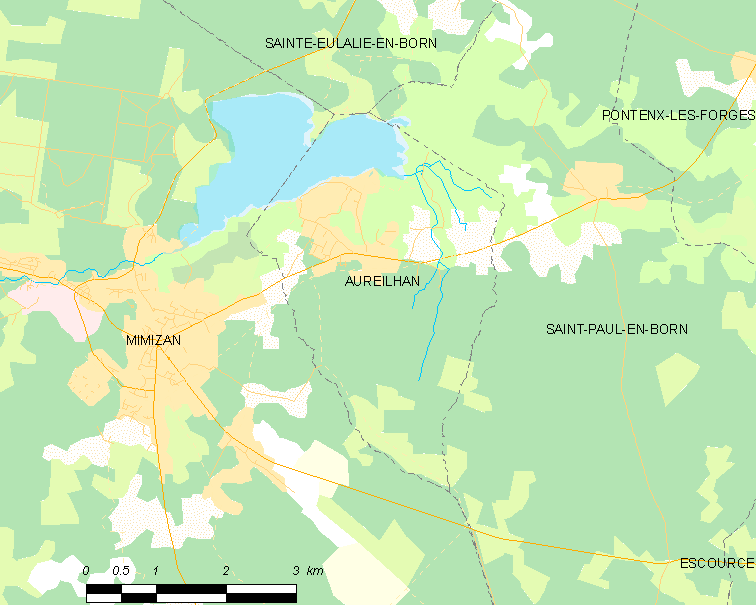
的OSM定位图

欧雷扬的时区为UTC+01:00、UTC+02:00（夏令时）。

## 行政
欧雷扬的邮政编码为40200，INSEE市镇编码为40019。

## 政治
欧雷扬所属的省级选区为银色海岸县。

## 人口

1962-2008年间人口变化图示

欧雷扬于2022年1月1日时的人口数量为1117人。